# Tebenna micalis
Tebenna micalis, là một loài bướm đêm thuộc họ Choreutidae. Nó có khắp nơi trên thế giới.
Sải cánh dài khoảng 13 mm.
Ấu trùng ăn Pulicaria dysenterica ở Anh quốc. Ở Australia, ấu trùng được ghi nhận trên loài Arctotheca calendula, Cirsium vulgare, Erigeron canadensis, Onopordum acanthium và Xerochrysum bracteatum.

## Hình ảnh

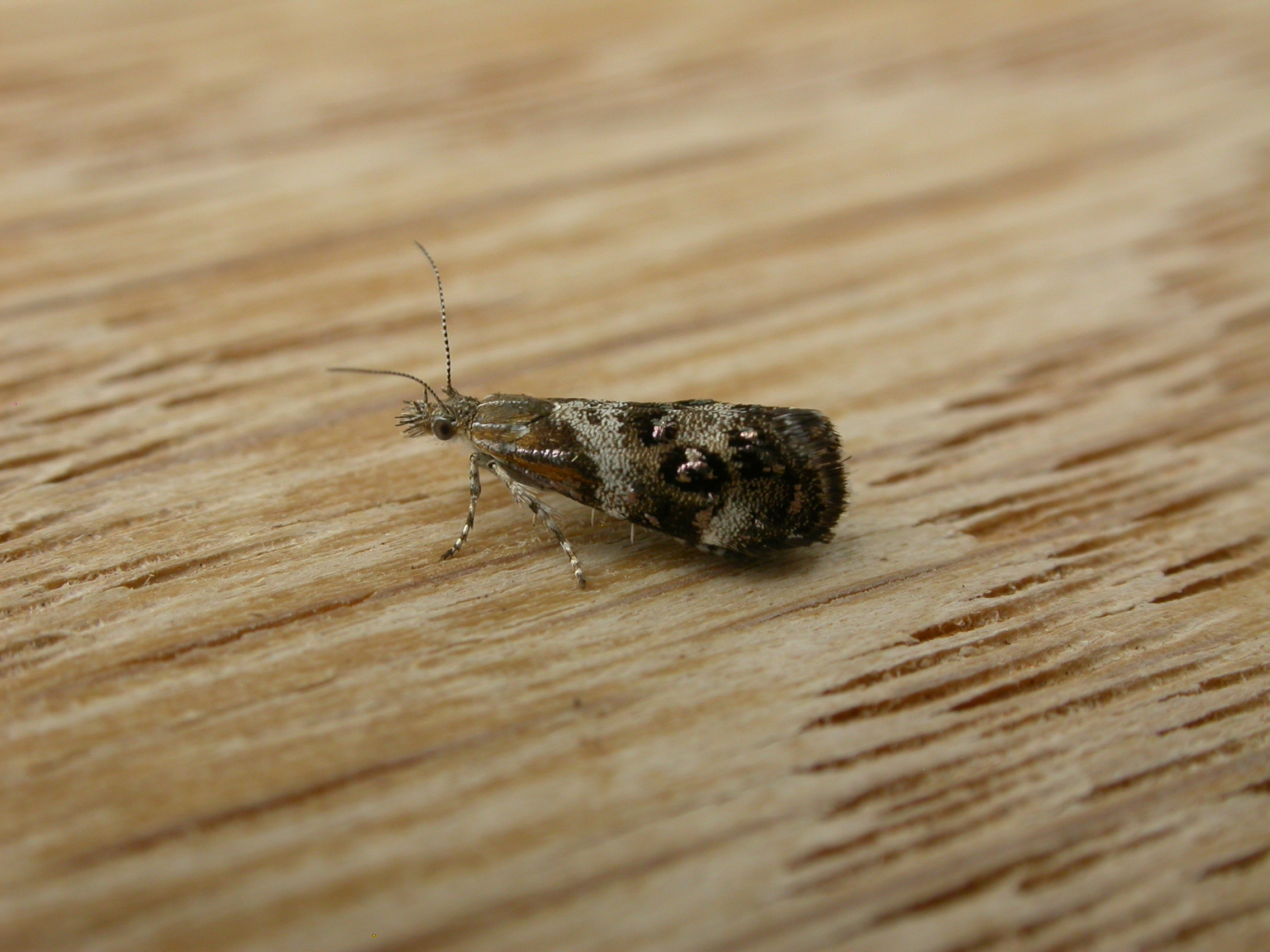